# Ghasem Haddadifar
Ghasem Haddadifar (pers. قاسم حدادی‌فر; ur. 12 lipca 1983 w Teheranie) – irański piłkarz występujący na pozycji pomocnika w drużynie Zob Ahan.

## Kariera piłkarska
Ghasem Haddadifar od początku swojej kariery piłkarskiej gra w barwach drużyny Zob Ahan. W sezonie 2008/2009 zajął ze swoim klubem drugie miejsce w lidze irańskiej - Pucharze Zatoki Perskiej, a także zwyciężył w Pucharze Hafzi w 2009 roku. W kolejnym sezonie także został wicemistrzem kraju.
Ghasem Haddadifar w 2010 zadebiutował w reprezentacji Iranu. W 2011 został powołany do kadry narodowej na Puchar Azji. Jego drużyna zajęła pierwsze miejsce w grupie i odpadła w ćwierćfinale z Koreą Południową.

### Sukcesy

#### Zob Ahan
- Zwycięstwo
  - Puchar Hazfi: 2009
- Drugie miejsce
  - Puchar Zatoki Perskiej: 2009, 2010